# Werner Scholem
Werner Scholem (Berlijn, 29 december 1895 – Buchenwald, 17 juli 1940) was een Duits politicus. Hij was van 1924 tot 1928 lid van de Rijksdag (Duitsland) namens de Communistische Partij van Duitsland. Na de machtsovername van de nazi's in februari 1933 werd Scholem vanwege zijn Joodse en communistische achtergrond gearresteerd. In juli 1940 werd hij geëxecuteerd.

## Levensloop
Scholem werd geboren in een niet-religieus joods gezin in Berlijn. Zijn vader had een drukkerij. In zijn jeugd was Werner Scholem samen met zijn broer Gerhard Scholem (later veranderd naar Gershom) lid van de zionistische jeugdbeweging Jung Juda. Kort na de uitbraak van de Eerste Wereldoorlog sloot hij zich aan bij een socialistische jeugdbeweging. In 1917 werd hij lid van de Onafhankelijke Sociaaldemocratische Partij van Duitsland. Hij zat aan het einde van de oorlog korte tijd vast in de Berlijnse Spandaugevangenis vanwege belediging van het keizerrijk en anti-oorlogsdaden. Vervolgens diende hij als soldaat aan het westelijke front.
Scholem schreef vanaf 1919 voor de krant Volksblatt in Halle. Een jaar later maakte hij de overstap naar de Communistische Partij van Duitsland. Vanaf 1921 vertegenwoordigde hij de partij in de Pruisische Landdag. In datzelfde jaar werd hij hoofdredacteur van de partijkrant Die Rote Fahne. In 1922 zat hij wederom drie maanden vast wegens zijn betrokkenheid bij een gewapende opstand onder arbeiders.
Drie jaar na zijn verkiezing in het parlement van Pruisen, in 1924, werd Scholem lid van het  Politbureau van de partij en lid van de Rijksdag. Hij was na Ruth Fischer de tweede man. Het nieuwe partijleiderschap werd in augustus 1925 alweer aan de kant geschoven en in november 1926 werd Scholem zelfs uit de partij gezet vanwege een verklaring waarin hij zich had uitgesproken tegen de onderdrukking van de Linkse Oppositie in de Sovjet-Unie. Scholem voegde zich in de Rijksdag bij de Linkse Communisten. Hij vormde in april 1928 met anderen de Lenin Bond, die uitgroeide tot een van de grootste communistische splinterbewegingen in Duitsland, hoewel Scholem na een jaar alweer opstapte. Scholem bleef onafhankelijk, maar voelde zich verwant met Leon Trotski en de Linkse Oppositie. Hij schreef veel artikelen voor hun krant Permanente Revolution.
Scholem werd na de machtsovername van de nazi's in februari 1933 gearresteerd en vastgezet in de Moabitgevangenis. Zijn vrouw en twee dochters lukte het in 1934 via Praag naar Engeland te ontkomen. Scholem werd in 1935 vrijgesproken door de rechtbank op de beschuldiging van hoogverraad, maar bleef in "preventieve" gevangenschap.  Vanaf februari 1937 zat hij vast in concentratiekamp Dachau en vanaf september 1938 in Buchenwald, waar hij deel uitmaakte van een groep voormalige Rijksdag-leden, die vanwege hun achtergrond een zekere bescherming genomen. Een buste van Scholem werd in 1938 getoond bij de tentoonstelling Der ewige Jude in München als voorbeeld van de vermeende afwijkende Joodse fysieke lichaamsbouw.
Volgens zijn broer Gershom liepen verzoeken tot vrijlating op niets uit omdat Scholem op een lijst stond met gevangenen die alleen na toestemming van minister van Propaganda Josef Goebbels vrijgelaten mochten worden. In 1940 werd Scholem, samen met de eveneens Joodse ex-parlementariër Ernst Heilmann, afgezonderd. Heilmann werd om het leven gebracht door middel van een injectie, Scholem werd geëxecuteerd en begraven op begraafplaats Weißensee.

## Postuum
Scholem en zijn vrouw Emmy waren de hoofdpersonen in de in 2014 uitgebrachte documentaire Zwischen Utopie und Gegenrevolution, waarin hun dochter Renee vertelt over de arrestatie van haar ouders. Scholems naam staat ook genoemd op het monument bij de Rijksdag waarop de 96 parlementsleden die als gevolg van het nazi-geweld omkwamen worden herdacht.
- Bibliothèque nationale de France: cb16992221d (data)
- Gemeinsame Normdatei: 12944250X
- International Standard Name Identifier: 0000 0000 1735 7621
- Library of Congress Control Number: n2014073319
- Nationale Bibliotheek van Tsjechië: jo20221166231
- Nationale Bibliotheek van Israël: 987007526453505171
- Nederlandse Thesaurus van Auteursnamen: 39529889X
- LIBRIS: 383528
- Système universitaire de documentation: 188089683
- Virtual International Authority File: 70008877
- WorldCat: E39PBJxd4h46YXYvTTpQwTKfMP